# ALES
ALESとはトルコ共和国における大学院適性試験で、研究者や大学院志願者などが受験する。正式な綴りは Akademik personel ve Lisansüstü Eğitim giriş Sınavıである。
2007年以前はLES(Lisansüstü Eğitim giriş Sınavı)と呼ばれていた。

## 概要
試験は春と秋の計2回行われる。
科目はトルコ語と数学の2科目で、それぞれ80問からなり、制限時間はそれぞれ90分である。普通、大学院に出願するためには100点満点中最低55点以上必要で、イスタンブール大学などの有名大学では65点以上必要な場合が多い。(但し、修士課程を経ずに博士課程に出願する場合は最低70点以上必要）　
2011年度より試験の改正が行われた。科目はトルコ語（Sözel）と数学（Sayısal）の2科目であるが、問題がトルコ語1、トルコ語2そして数学1と数学2のように分割された。問題数は各50問、計200問である。試験時間は180分である。受験者の希望する学科によって必要とされる科目は異なる（例えば文系はトルコ語1と2、数学1のみ、理系は数学1と2、トルコ語1のみなど）ため指定された問題のみ解答する。